# Chamyrisilla
Chamyrisilla là một chi bướm đêm thuộc họ Noctuidae.